# Famille Le Roy Ladurie
La famille Le Roy Ladurie est une famille française originaire de Verneuil-sur-Avre, dans l'Eure (Normandie). 
Elle a donné plusieurs personnalités au XXe siècle dont Gabriel, Jacques et Emmanuel Le Roy Ladurie. 

## Généalogie simplifiée
- Jacques Le Roy Ladurie (1794-1858), chevalier de la Légion d'honneur. Il épouse Anne Cornélie Véron en 1821 à Paris 14e.
  - Edmond Le Roy Ladurie (1824-1872), receveur des finances. Il épouse Stéphanie Bouland en 1857.
    - Barthélémy Emmanuel Le Roy Ladurie (1859-1925), chef de bataillon d'infanterie[1],[2]. Il épouse Jeanne d'Arodes de Tailly (1867-1953) en 1890 aux Moutiers-en-Cinglais (Calvados).
      - Gabriel Le Roy Ladurie (1898-1947), homme d'affaires et homme d'influence, impliqué dans la Collaboration durant la Seconde Guerre mondiale.
        - Jeanne Le Roy Ladurie (1924-2020), épouse Henri Colonna de Giovellina.
        - Claude Le Roy Ladurie, épouse Gérard Lefebvre de Laboulaye.

      - Jacques Le Roy Ladurie (1902-1988), syndicaliste agricole, militant et théoricien du catholicisme social, ministre de l'Agriculture et du ravitaillement du régime de Vichy, puis résistant, député du Calvados (1951-1956)[1]. Il épouse Léontine Dauger de Caulaincourt (1907-1983) en 1927 à Giel-Courteilles (Orne).
        - Marie Le Roy Ladurie (1928-2021), historienne[2], mariée en 1953 avec Roger Fauroux (1926-2021), dirigeant du groupe Saint-Gobain (1980-1986), ministre de l'industrie et du commerce extérieur (1988-1991).
        - Emmanuel Le Roy Ladurie (1929-2023), historien moderniste, professeur au Collège de France[3]. Il épouse Madeleine Pupponi.

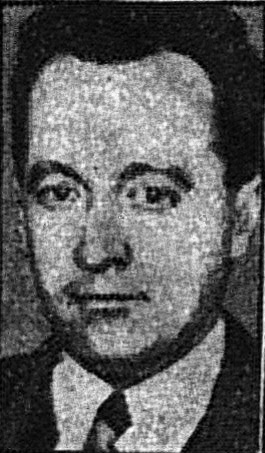
Jacques Le Roy Ladurie (1902-1988)
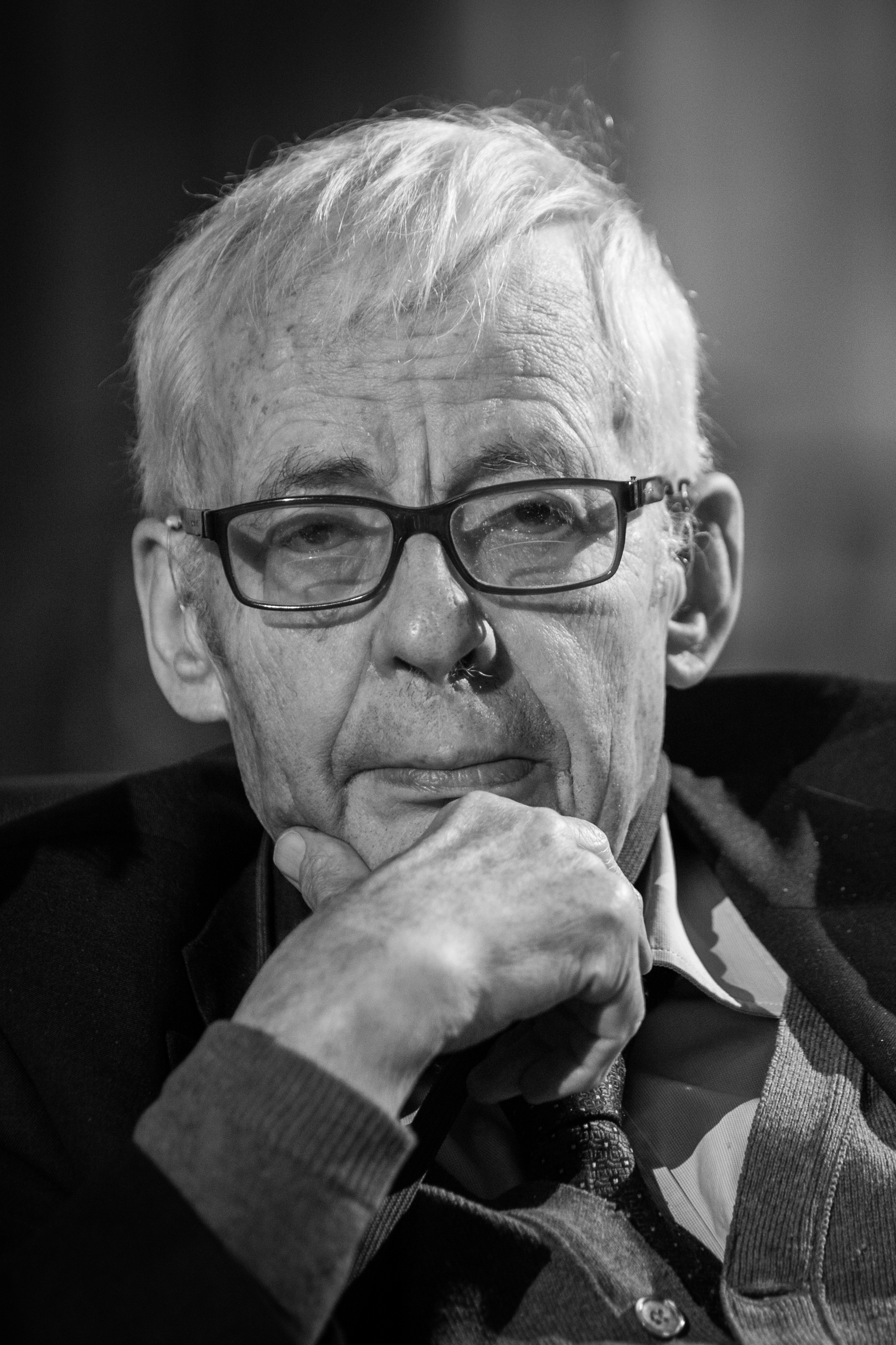
Emmanuel Le Roy Ladurie (1929-2023)

## Demeures et châteaux
- Château de Villeray, Les Moutiers-en-Cinglais (Calvados)

## Pour approfondir